# Экономика Бельгии
Бельгия — высокоразвитое постиндустриальное государство с интенсивным сельским хозяйством. Один из ведущих мировых экспортёров чёрных и цветных металлов (экспортируется около 40 % промышленной продукции). Из отраслей машиностроения наиболее развиты автосборочная, электротехническая и радиоэлектронная. Известна производством шерстяных ковров и синтетических ковровых покрытий.
Экономика Бельгии сильно варьируется в зависимости от региона и не может быть описана без указания региональных различий. Фламандская и Валлонская экономики различаются по многим аспектам. Такие города как Брюссель, Антверпен, Льеж, Брюгге, Шарлеруа или Гент имеют собственные отличительные черты в экономике.

## История

### Средневековье и Новое время
Ещё в раннее Средневековье Бельгия была одной из «мастерских Европы». Старейшая из отраслей промышленности — текстильная (свыше 75 % производства сконцентрировано во Фландрии). Оружейное дело традиционно развивалось в валлонском Льеже. Знаменито алмазогранильное дело и торговля бриллиантами (в Антверпене). В XVI веке Антверпен был важнейшим торговым центром Европы к северу от Альп.

### Промышленная революция
Несмотря на свои небольшие размеры, в XIX веке Бельгия стала одним из лидеров промышленной революции. Важнейшими отраслями бельгийской промышленности стали добыча угля, металлургия, текстильное производство. Важную роль также играли машиностроение (включая производство оружия и подвижного состава для железных дорог и трамваев) и стекольное производство (оконное стекло и зеркала, а также хрусталь). В это время в Бельгии сформировались следующие промышленные центры: Гент (текстиль), Вервье (текстиль), Монс-Шарлеруа-Льеж (добыча угля, металлургия, производство стекла, производство оружия, машиностроение разных отраслей). Все эти центры, за исключением Гента, находились в Валлонии.
Также в XIX веке быстрыми темпами развивалась транспортная инфраструктура. Бельгия первой из стран континентальной Европы приступила к созданию национальной железнодорожной сети. Первая железная дорога Мехелен-Брюссель была открыта в 1835 году. Также развивался водный транспорт. В 1832 году был открыт судоходный канал Шарлеруа-Брюссель. В Брюсселе он был соединен с каналом Брюссель-Шельда, в результате чего возник водный путь, связывавший важнейший промышленный регион с Антверпеном, главным морским портом страны. Антверпенский порт неоднократно расширялся и модернизировался на протяжении всего XIX века. В порту строились новые доки, причалы, шлюзы и т. д.

### В XX веке
На протяжении 200 лет и в течение Первой мировой войны франкоговорящая Валлония была технически развитым, промышленным регионом (индустриально-развитая полоса, Sillon industriel), в то время как нидерландоговорящая Фландрия была преимущественно сельскохозяйственной, с небольшой частью индустрии, производящей сельскохозяйственную продукцию (текстиль, продовольствие).
Данное неравенство стало постепенно исчезать в межвоенный период. Бельгийская промышленная инфраструктура после Второй мировой войны осталась относительно неповрежденной (доктрина Галопина фр. Galopin doctrine), что было основанием периода последующего динамичного развития, особенно во Фландрии. Послевоенные годы подъёма были значимы в связи с учреждением штаб-квартиры Европейских сообществ и НАТО в Брюсселе. В эти годы происходило быстрое распространение легкой промышленности по всей Фландрии, особенно вдоль коридора между Брюсселем и Антверпеном (в настоящее время являющимся третьим самым крупным портом в Европе после Роттердама и Гамбурга). Также во Фландрии концентрировалась и развивалась нефтехимическая промышленность.
Старые, традиционные промышленные отрасли Валлонии, в особенности сталелитейная, стали терять конкурентное преимущество в тот период, но в связи с общим ростом мирового благосостояния ухудшение положения экономики Валлонии не было заметно вплоть до 1973 г. и 1979 г. кризис на нефтяном рынке и дальнейшие изменения в международном потреблении привели экономику к длительной рецессии.
В начале 1980-х Бельгия вступила в трудный период перестройки, вызванный упадком спроса на традиционную продукцию, ухудшавшим экономическую производительность, и пренебрежением структурной реформой. В результате рецессия с 1980—1982 гг. сотрясла Бельгию до основания. Увеличилась безработица, расходы на социальное обеспечение выросли, повысились персональные задолженности, дефицит государственного бюджета вырос до 13 % ВВП и государственный долг быстро вырос.
Против кризисных явлений в экономике в 1982 году правоцентристская правительственная коалиция премьер-министра Мартенса сформулировала программу восстановления экономики, способствующей росту экспорта с помощью увеличения конкурентоспособности бельгийской промышленности на экспорт с помощью 8,5 % девальвации. Экономический рост увеличился с 2 % в 1984 г. до максимума в 4 % в 1989 г. В мае 1990 года правительство взаимоувязало бельгийский франк с немецкой маркой, главным образом внимательно следя за немецкой процентной ставкой. Впоследствии, когда немецкая процентная ставка выросла после 1990 г., бельгийская ставка тоже выросла, и это способствовало снижению темпов экономического развития.
В 1980-е и 1990-е годы центр экономики страны продолжил передвигаться на север, во Фландрию, вместе с инвестициями транснациональных корпораций (автомобильной, химической промышленности) и ростом местной сельскохозяйственной промышленности (текстиль, продовольствие).
В 1992—1993 гг. бельгийская экономика пострадала от худшей рецессии с времен Второй мировой войны, с реальным сокращением ВВП на 1,7 % в 1993 году.
Ситуация исправилась в 1993 году, с реальным ростом ВВП в 2,2 % в годовом исчислении в сравнении с 2 % роста, отмеченными в 1998 г. Инвестиции бизнеса (до 4,0 % в реальном выражении) и экспорт (до 4,4 %) обеспечили толчок экономике Бельгии. Индивидуальное потребление, сдерживаемое слабым доверием потребителей и неизменившейся реальной заработной платой, выросло на 1 % в реальном выражении, а совокупное потребление выросло на 0,9 %.

### В XXI веке
В 2002 году создана Федеральная государственная служба занятости, труда и социального диалога.
До 2008 года экономика Бельгии переживала подъём. В 2005 году национальный ВВП составил 298 млрд евро (28,6 тысяч евро на душу населения). В 2007 году — 310 млрд евро (30 тысяч евро на душу населения).
Мировой экономический кризис начал в большом объёме сказываться на Бельгии в 2009 году, когда ВВП снизился на 3 %, а уровень бюджетного дефицита вырос до 6 %. Кризис сильно ударил по банковской системе. Был национализирован бельгийский филиал Франко-бельгийского банка.
В 2011 году ВВП выросло на 2 % по сравнению с предыдущим годом. Безработица снизилась с 8,3 % (2010) до 7,7 %. Дефицит бюджета снизился до 4,2 %.
также см. Политический кризис в Бельгии (2007—2010).

## Статистика
В следующей таблице показаны основные экономические показатели за 1980—2018 года. Инфляция менее 2 % обозначена зелёной стрелкой.
| Год  | ВВП (ППС) (в млрд евро) | ВВП на душу населения (ППС) (в евро) | Рост ВВП (реальный) | Уровень инфляции (в процентах) | Безработица (в процентах) | Государственный долг (в процентах от ВВП) |
| ---- | ----------------------- | ------------------------------------ | ------------------- | ------------------------------ | ------------------------- | ----------------------------------------- |
| 1980 | 89,9                    | 9117                                 | ▲4,4 %              | ▲6,7 %                         | 8,3 %                     | 76,3 %                                    |
| 1981 | ▲94,2                   | ▲9551                                | ▼−0,2 %             | ▲7,6 %                         | ▲10,0 %                   | ▲89,2 %                                   |
| 1982 | ▲101,9                  | ▲10 345                              | ▲0,6 %              | ▲8,7 %                         | ▲11,5 %                   | ▲99,1 %                                   |
| 1983 | ▲108,0                  | ▲10 956                              | ▲0,3 %              | ▲7,7 %                         | ▼10,7 %                   | ▲109,7 %                                  |
| 1984 | ▲116,7                  | ▲11 842                              | ▲2,5 %              | ▲6,3 %                         | ▲10,8 %                   | ▲114,0 %                                  |
| 1985 | ▲124,1                  | ▲12 589                              | ▲1,7 %              | ▲4,9 %                         | ▼10,1 %                   | ▲118,7 %                                  |
| 1986 | ▲129,9                  | ▲13 175                              | ▲1,8 %              | ▲1,3 %                         | ▬10,1 %                   | ▲124,0 %                                  |
| 1987 | ▲135,1                  | ▲13 698                              | ▲2,3 %              | ▲1,5 %                         | ▼9,8 %                    | ▲128,5 %                                  |
| 1988 | ▲144,6                  | ▲14 640                              | ▲4,7 %              | ▲1,6 %                         | ▼8,8 %                    | ▲129,0 %                                  |
| 1989 | ▲156,8                  | ▲15 792                              | ▲3,4 %              | ▲3,1 %                         | ▼7,4 %                    | ▼125,7 %                                  |
| 1990 | ▲166,2                  | ▲16 711                              | ▲3,1 %              | ▲3,5 %                         | ▼6,6 %                    | ▲129,6 %                                  |
| 1991 | ▲174,2                  | ▲17 438                              | ▲1,8 %              | ▲3,2 %                         | ▼6,5 %                    | ▲131,1 %                                  |
| 1992 | ▲182,9                  | ▲18 248                              | ▲1,5 %              | ▲2,3 %                         | ▲7,1 %                    | ▲133,9 %                                  |
| 1993 | ▲188,3                  | ▲18 707                              | ▼−1,0 %             | ▲2,5 %                         | ▲8,6 %                    | ▲138,1 %                                  |
| 1994 | ▲198,5                  | ▲19 652                              | ▲3,2 %              | ▲2,4 %                         | ▲9,8 %                    | ▼136,3 %                                  |
| 1995 | ▲211,6                  | ▲20 889                              | ▲2,4 %              | ▲1,3 %                         | ▼9,7 %                    | ▼130,5 %                                  |
| 1996 | ▲215,9                  | ▲21 290                              | ▲1,6 %              | ▲1,8 %                         | ▼9,6 %                    | ▼128,0 %                                  |
| 1997 | ▲226,0                  | ▲22 218                              | ▲3,8 %              | ▲1,5 %                         | ▼9,2 %                    | ▼123,2 %                                  |
| 1998 | ▲234,5                  | ▲23 007                              | ▲2,0 %              | ▲0,9 %                         | ▲9,3 %                    | ▼118,2 %                                  |
| 1999 | ▲244,2                  | ▲23 911                              | ▲3,6 %              | ▲1,1 %                         | ▼8,4 %                    | ▼114,4 %                                  |
| 2000 | ▲258,2                  | ▲25 219                              | ▲3,6 %              | ▲2,7 %                         | ▼6,9 %                    | ▼108,8 %                                  |
| 2001 | ▲265,8                  | ▲25 896                              | ▲0,8 %              | ▲2,4 %                         | ▼6,6 %                    | ▼107,6 %                                  |
| 2002 | ▲275,1                  | ▲26 680                              | ▲1,8 %              | ▲1,5 %                         | ▲7,5 %                    | ▼104,7 %                                  |
| 2003 | ▲282,6                  | ▲27 293                              | ▲0,8 %              | ▲1,5 %                         | ▲8,2 %                    | ▼101,1 %                                  |
| 2004 | ▲298,7                  | ▲28 732                              | ▲3,6 %              | ▲1,9 %                         | ▲8,4 %                    | ▼96,5 %                                   |
| 2005 | ▲311,5                  | ▲29 819                              | ▲2,1 %              | ▲2,5 %                         | ▼8,5 %                    | ▼94,7 %                                   |
| 2006 | ▲326,7                  | ▲31 077                              | ▲2,5 %              | ▲2,3 %                         | ▼8,3 %                    | ▼91,1 %                                   |
| 2007 | ▲344,7                  | ▲32 568                              | ▲3,4 %              | ▲1,8 %                         | ▼7,5 %                    | ▼87,0 %                                   |
| 2008 | ▲354,1                  | ▲33 193                              | ▲0,8 %              | ▲4,5 %                         | ▼7,0 %                    | ▲92,5 %                                   |
| 2009 | ▼348,8                  | ▼32 435                              | ▼−2,3 %             | ▬0,0 %                         | ▲7,9 %                    | ▲99,5 %                                   |
| 2010 | ▲365,1                  | ▲33 681                              | ▲2,7 %              | ▲2,3 %                         | ▲8,3 %                    | ▲99,7 %                                   |
| 2011 | ▲379,1                  | ▲34 462                              | ▲1,8 %              | ▲3,4 %                         | ▼7,2 %                    | ▲102,6 %                                  |
| 2012 | ▲387,5                  | ▲34 986                              | ▲0,2 %              | ▲2,6 %                         | ▲7,5 %                    | ▲104,3 %                                  |
| 2013 | ▲392,3                  | ▲35 225                              | ▲0,2 %              | ▲1,2 %                         | ▲8,5 %                    | ▲105,5 %                                  |
| 2014 | ▲400,3                  | ▲35 801                              | ▲1,4 %              | ▲0,5 %                         | ▲8,6 %                    | ▲106,8 %                                  |
| 2015 | ▲410,4                  | ▲36 525                              | ▲1,4 %              | ▲0,6 %                         | ▼8,5 %                    | ▼106,0 %                                  |
| 2016 | ▲423,0                  | ▲37 401                              | ▲1,5 %              | ▲1,8 %                         | ▼7,9 %                    | ▼105,7 %                                  |
| 2017 | ▲438,1                  | ▲38 597                              | ▲1,7 %              | ▲2,2 %                         | ▼7,2 %                    | ▼103,2 %                                  |

## Валюта
Валюта: 1 евро (€) = 100 центов (до 1999: 1 Бельгийский франк (BF) = 100 сантимов)
Курсы обмена валют: евро к доллару США — 0,8054 (2004), 0,886 (2003), 1,0626 (2002), 1,1175 (2001), 1,0854 (2000), 0,9386 (1999)
1 мая 1998 г. Бельгия стала одним из государств-основателей Экономического и Валютного союза. 1 Января 1999 г. окончательный валютный курс между евро и бельгийским франком (BEF) был установлен по BEF 40,3399. Затем Бельгия постепенно перешла от использования бельгийского франка к европейской валюте (1 января 1999 года Европейский Валютный союз ввёл евро в качестве общей валюты для использования в финансовых институтах стран-членов, с 1 января 2002 года евро стал единственной валютой ежедневных операций в пределах 12 стран-членов союза).
За 2 месяца был произведён обмен старой на новую валюту, чтобы избежать путаницы. После этого бельгийский франк был полностью изъят из обращения, и сейчас поменять его на евро можно только в региональных офисах Национального Банка Бельгии.

## Бюджет
Хотя Бельгия считается богатой страной, она тратит больше, чем составляет ежегодный доход, и не собирает полностью необходимые налоги на протяжении многих лет. Бельгийское правительство отреагировало слабыми макроэкономическими мерами на увеличения цены на нефть в 1973 и 1979 гг.: наняла излишнюю рабочую силу в государственный сектор и субсидировала нездоровую промышленность: угольную, сталелитейную, текстильную, стекольную и судостроительную промышленность, чтобы поддержать экономику. В конечном счёте, совокупный правительственный долг достиг 121 % к концу 1980-х годов (против совокупного государственного долга США в 31,2 % в 1990 г.). Тем не менее, нужно поблагодарить высокие бельгийские нормы персональных сбережений, с помощью которых бельгийское правительство профинансировало дефицит, что минимизировало влияние вредных последствий на всю экономику страны.
Два из пяти условий членства Бельгии в Экономическом и валютном союзе в рамках Европейского союза (ЕС) по Маастрихтскому договору (1992 г.) были: достижение дефицита государственного бюджета в 3 % и накопленная задолженность в 60 % ВВП. В 1992 г. Бельгия имела дефицит государственного бюджета в 7,1 %, что вылилось в накопленную задолженность в 137,9 % ВВП в 1993 г., самый высокий показатель, существовавший когда-либо в стране. Вскоре стало понятно, что Бельгия не сможет достичь цель в 60 % по задолженности. Тем не менее, Бельгия была допущена до членства при условии, что она сделает существенный прогресс в решении проблем с задолженностью. Это стало основной целью бельгийского правительства в его экономической политике, и Бельгия смогла к 1999 г. снизить ежегодный дефицит бюджета (федеральный, региональный вместе с социальным обеспечением) к показателю в 1,2 % ВВП, подходящему условиям Маастрихтского договора.
После того, как Бельгия получила членство в организации, страна продолжила соответствующую экономическую политику, приведя задолженность к 2006 г. к 87,7 % ВВП.

## Общий обзор экономики

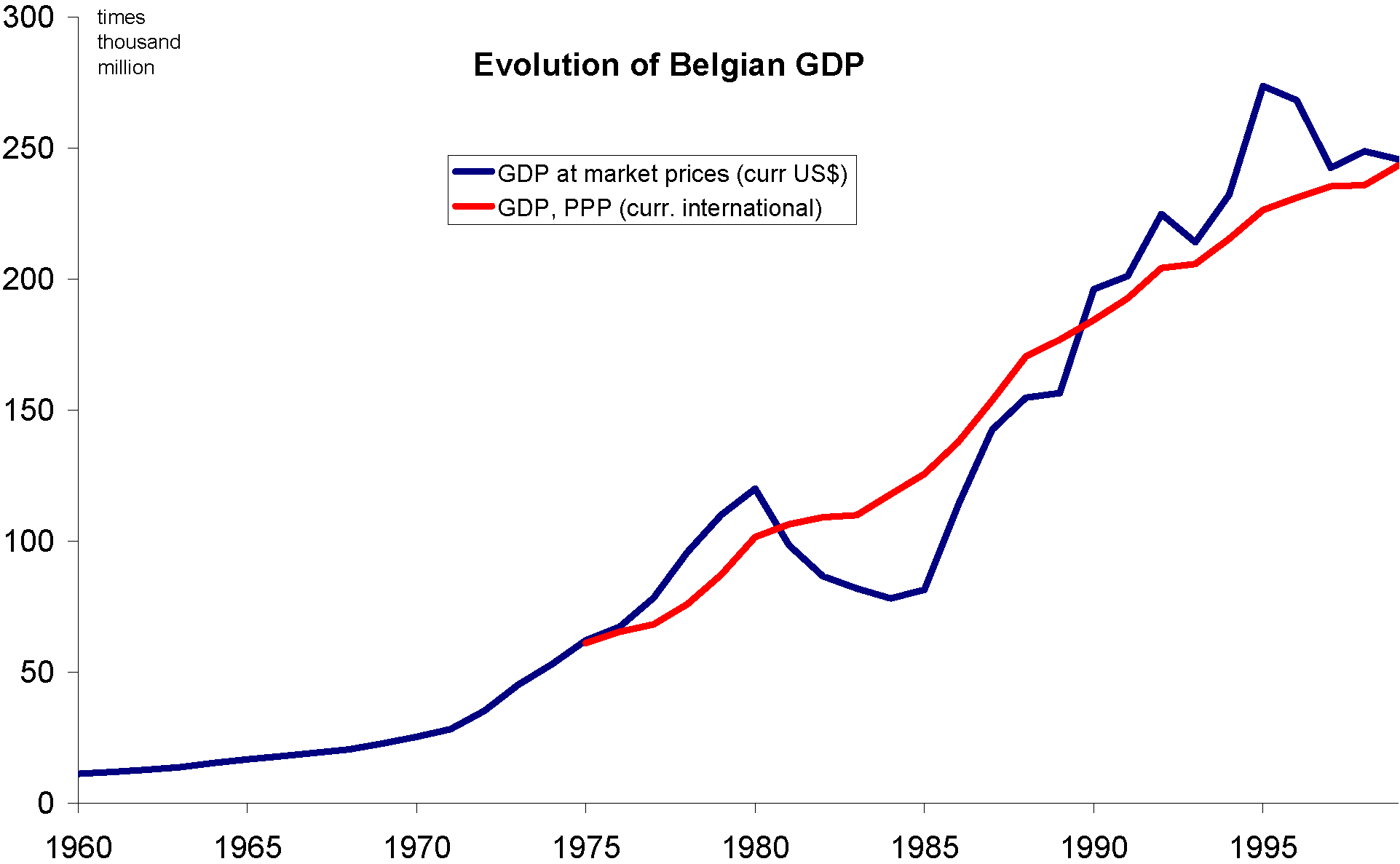
Рост ВВП Бельгии

Современная экономика частного предпринимательства сформировалась в Бельгии благодаря центральному географическому положению страны, высоко развитой транспортной сети и диверсифицированной промышленной и торговой базе. Промышленность сконцентрирована в основном в густонаселённой Фламандской зоне на севере (фламандский бриллиант/Flemish diamond), вокруг Брюсселя и в двух самых больших городах Валлонии: Льеже и Шарлеруа (Sillon industriel). Имея небольшое количество полезных ископаемых, Бельгия должна импортировать существенное количество сырых материалов и экспортировать большой объём промышленных изделий, делая тем самым экономику зависимой от ситуации на мировых рынках. Около 3/4 торговли Бельгии приходится на страны ЕС. Государственный долг Бельгии уменьшился с 127 % ВВП в 1996 г. до 122 % ВВП в 1998 г. и в 2006 составил 87,7 % ВВП, так как бельгийское правительство пытается контролировать свои расходы, чтобы привести показатели в большее соответствие с другими промышленно развитыми странами. Бельгия стала страной, учредившей Европейский Экономический и Валютный союз (ЕВС) в январе 1999 г.
«Диоксиновый кризис», начавшийся в июне 1999 с открытия содержания веществ, вызвающих рак, в пище скота, вызвал серьёзную обеспокоенность продовольственной промышленностью Бельгии как внутри страны, так и на международном уровне. Этот кризис снизил рост ВВП, с ожиданием исправления ситуации в 2000 г.
ВВП по паритету покупательной способности в 2009 г. составляет 381,4 млрд долларов США. Архивная копия от 10 июля 2016 на Wayback Machine
Темпы роста ВВП и ВВП в PPP на 2002—2006, 2009 гг.
| Год  | ВВП в млрд USD PPP | % рост ВВП |
| ---- | ------------------ | ---------- |
| 2002 | 286,239            | 0,9        |
| 2003 | 294,663            | 1,3        |
| 2004 | 309,011            | 2,7        |
| 2005 | 324,299            | 1,2        |
| 2006 | 338,130            | 2,0        |
| 2009 | 381,400            | 7,0        |

 Национальный доход  

Среднедушевой валовой национальный доход — 44 326,36 долларов США. На одного работающего — примерно 105 000 долларов США (по приблизительному подсчёту).

### Региональные особенности
Региональное распределение экономики 

Промышленность, в основном, сконцентрирована в населённом фламандцами районе на севере страны, хотя правительство поощряет реинвестирование в южной области Валлонии. Экономика малых частных предприятий основана на использовании выгодного географического положения и высокоразвитой транспортной сети. Среди основных товаров, поставляемых на экспорт, — железо и сталь, транспортное оборудование, тракторы, алмазы. Другие торговые партнёры — США и страны бывшего соцлагеря. В страну импортируется топливо, зерно, химикаты, продовольствие. Основными отраслями промышленности являются: пищевая, химическая, металлургическая, металлообработка и машиностроение, текстильная, производство стекла. Сельское хозяйство специализируется на производстве говядины, телятины, свинины, молока; основные сельскохозяйственные культуры — сахарная свекла, овощи, фрукты, зерновые и табак.
Порайонное разделение труда 

Антверпен — центр перерабатывающей промышленности Бельгии. В этом городе находятся предприятия по переработке алмазов, в Бельгии эта отрасль одна из важнейших. Перспективы развития Бельгии благодаря этой отрасли промышленности с каждым годом становятся всё выше, так как качество обработки алмазов в этой стране превосходит большинство конкурентов.
Проблема отсталых районов 

В Бельгии вопросы региональной политики рассматриваются на региональном уровне, а также подвластны администрации Фландрии и Валлона. Решения об оказании помощи принимаются региональной администрацией для крупных проектов, остальные решения принимаются Региональным Министром экономики.

## Структура экономики
Структура экономики Бельгии характерна для самых передовых постиндустриальных государств мира. В сфере услуг создается 73 % ВВП, в промышленности и строительстве — 25,7 %, в сельском хозяйстве — 1,3 % (данные по итогам 2004 года). Важнейшая особенность экономики Бельгии — преобладание банковского капитала в активах ведущих корпораций. В экономике значителен удельный вес госсектора, особенно на транспорте, в коммунальном и топливно-энергетическом хозяйстве. Государственные расходы составляют свыше 50 % ВВП (174,8 млрд долларов в 2004 году).
Нормы прибыли. Перелив капитала
Рентабельность бельгийских компаний — 11,9 % (2000)
Рентабельность в промышленности — 21 % (2000)
Рентабельность в сфере услуг — 8,8 % (2000)
Перспективы роста рентабельности бельгийских компаний зависят от двух факторов:
состояния мировой экономики и рынка труда., Экономика Бельгии, которая специализируется на промежуточных товарах, будет получать больше прибылей в верхних точках кривой мирового спроса.
Рынок труда Бельгии претерпел значительные изменения в последние несколько лет. Снижение налогов для работодателей будет способствовать занятости и, без всякого сомнения, повышению прибыльности. Тем не менее, высокие темпы инфляции, вызванные ценами на продовольствие и энергоресурсы в 2001 году, были учтены в заработной плате с помощью индексации.
Другие действия правительства, которые могут повлиять на рентабельность, включают снижение корпоративных налогов для привлечения иностранных инвестиций (в частности, в секторе услуг). Телекоммуникации и коммунальные предприятия находятся в процесса либерализации. В зависимости от эффективности регулирования, это может повлиять на доходность.

### Участие в международном разделении труда
Бельгия — преимущественно торговая страна. Она издавна придерживается политики свободной торговли, но необходимость в защите и поддержке заставила её в 1921 году объединиться в экономический союз с Люксембургом, а затем, в 1948 году, объединиться с Нидерландами в Бенилюкс. Членство в Европейском объединении угля и стали (1952 год) и Европейском экономическом сообществе (1958 год, сейчас Европейский союз) и подписания Шенгенского соглашения (1990 год) подтолкнули Бельгию вместе с Нидерландами и Люксембургом к постепенной экономической интеграции с Францией, Германией и Италией.
Уровень диверсификации производства 

Современная экономическая и социальная политика страны направлена на поиски путей более эффективного решения ряда важнейших проблем. В сфере экономики основные усилия концентрируются на выработке и реализации новой концепции участия страны в системе международного разделения труда.
Речь идёт прежде всего о поддержке отраслей «новой экономики» (телекоммуникации, микроэлектроника, биотехнология и др.), но, чтобы поднять национальную экономику до уровня мировых стандартов, необходимо способствовать притоку иностранного предпринимательского капитала. Многоязычное население Бельгии может создать международному обществу эффективную и доброжелательную среду для общения и ведения бизнеса. На первом этапе такой программы структурного преобразования экономики основную ставку государство намерено сделать на модернизацию инфраструктурных объектов (порты, аэродромы, магистральные автодороги).
При этом акцент — на всемерной поддержке функций страны как «Золотых ворот Европы», которую бельгийцы выполняли с переменным успехом на протяжении последних 500 лет. Государство постепенно выходит из производственно-предпринимательской сферы с тем чтобы создать более благоприятные условия для частной предпринимательской инициативы.
Торговля  

Около 80 % торговли Бельгии приходится на страны-члены Европейского союза. Имея такой высокий процент, страна идет в направлении диверсификации и распространения торговых отношений со странами, не входящими в ЕС. Бельгия занимает 10 место как самый большой экспортный рынок товаров и услуг США. При условии, что товары на экспорт, находящиеся в пути, не допускаются в страну, Бельгия всё равно находится на 12 месте среди самых больших рынков для товаров США.
В двусторонних отношениях между США и Бельгией существует мало разногласий в экономической и торговой сфере. Бельгийские власти, как правило, занимают непротестную позицию и пытаются поддержать гостеприимную и открытую торговую, инвестиционную среду. Правительство США сосредотачивает свои рыночные, открытые усилия в сфере торговли на Еврокомиссии и на крупных странах ЕС. В добавление можно сказать, что Еврокомиссия ведёт переговоры по торговле за все страны-члены ЕС, что уменьшает объём двустороннего переговорного процесса с Бельгией.
Более 80 % ВВП идёт на экспорт.

### Внешняя торговля
Экспортные товары (в 2008 г. экспорт составил 141 млрд долларов США):
- Автомобили (включая автомобили-универсалы): 23 301,3 (млн $ США) — 10 % бельгийского экспорта (2003)
- Медицинские смеси в дозах: 20 426,1 (млн $ США) — 8,8 % бельгийского экспорта (2003)
- Бриллианты, невставленные в оправу или неустановленные: 10 213,4 (млн $ США) — 4,4 % бельгийского экспорта (2003)
- Продукция органической химии с гетероатомом азота; нуклеиновая кислота и другие соли: 7546 (млн $ США) — 3,2 % бельгийского экспорта (2003)
- Минеральное масло, не сырая нефть: 6164,4 (млн $ США) — 2,6 % бельгийского экспорта (2003)
- Запасные детали & обслуживание автомобилей: 4411,2 (млн $ США) — 1,9 % бельгийского экспорта (2003)
- Техника по автоматической обработке данных; оптические считывающие устройства: 3225,5 (млн $ США) — 1,4 % бельгийского экспорта(2003)
- Нефтяной (попутный) газ: 3112,5 (млн $ США) — 1,3 % бельгийского экспорта (2003)

Импортируемые товары: машины и оборудование, химикаты, необработанные алмазы, продукты фармацевтики, продукты питания, продукция транспортного машиностроения, нефтепродукты.
Партнёры по экспорту: Германия 19,4 %, Франция 17,3 %, Нидерланды 11,7 %, Соединённое Королевство Великобритании и Северной Ирландии 8,2 %, Соединённые Штаты Америки 6,4 %, Италия 5,3 % (2005)
Партнёры по импорту: Нидерланды 17,8 %, Германия 17,2 %, Франция 11,4 %, Соединённое Королевство Великобритании и Северной Ирландии 6,8 %, Ирландия 6,5 %, Соединённые Штаты Америки 5,4 % (2005)

## Основные фонды
Общий объём
2008 — 77 985,1 млн евро.
Распределение по отраслям
| Отрасли (2008) | млн Евро |
| --- | -------- |
| Сельское хозяйство, охота и лесное хозяйство (AA)                                                                   | 1358,6   |
| Рыба(BB) | 17,0     |
| Металлические руды и другая продукция горнодобывающей промышленности и карьерных разработок (CB)                    | 122,7    |
| Пищевые продукты, напитки, и табак (DA)                                                                             | 1402,3   |
| Текстиль и текстильные изделия (DB)                                                                                 | 244,6    |
| Кожа и изделия из кожи (DC)                                                                                         | 11,1     |
| Древесина и изделия из дерева (DD)                                                                                  | 222,7    |
| Производство целлюлозы, бумаги и бумажных изделий; носители информации; полиграфические услуги (DE)                 | 794,1    |
| Производство кокса, продуктов нефтепереработки и ядерного топлива (ДТ)                                              | 461,8    |
| Химические вещества, химические продукты и искусственные волокна (ГД)                                               | 2101,5   |
| Производство резиновых и пластмассовых изделий (DH)                                                                 | 347,5    |
| Другие неметаллические минеральные продукты (DI)                                                                    | 537,3    |
| Основные металлы и производство готовых металлических изделий (DJ)                                                  | 1329,7   |
| Машины и оборудование (DK)                                                                                          | 480,2    |
| Электрическое и оптическое оборудование (ДО)                                                                        | 457,1    |
| Транспортное оборудование (DM)                                                                                      | 603,1    |
| Другие промышленные товары (DN)                                                                                     | 322,8    |
| Электрическая энергия, энергия газа, пар и горячей воды (EE)                                                        | 2614,4   |
| Строительные работы (FF)                                                                                            | 2841,6   |
| Оптовая и розничная торговля услугами; услуги по ремонту автотранспортных средств, мотоциклов и личных товаров (GG) | 6253,6   |
| Услуги гостиниц и ресторанов (HH)                                                                                   | 1194,3   |
| Транспорт, складское хозяйство и связь (II)                                                                         | 9528,1   |
| Финансовое посредничество — услуги (JJ)                                                                             | 3026,5   |
| Недвижимость, аренда и предоставление услуг (KK)                                                                    | 32 656,9 |
| Государственное управление и оборона, услуги обязательного социального страхования (LL)                             | 2713,8   |
| Услуги в области образования (MM)                                                                                   | 825,3    |
| Здравоохранение и предоставление социальных услуг (NN)                                                              | 3051,1   |
| Предоставление прочих коммунальных, социальных и персональных услуг (ОО)                                            | 2465,4   |
| Всего | 77 985,1 |

Структура по видам (2008 год)
| Виды                           | млн Евро |
| ------------------------------ | -------- |
| Фонды с\х                      | 229,4    |
| Оборудование, приборы и станки | 25 961,6 |
| Транспорт                      | 8566,8   |
| Капитальное строительство      |          |
| Офисные помещения              | 20 921,7 |
| Производственные помещения     | 15 890,6 |
| Другие фонды                   | 6415,0   |
| Всего                          | 77 985,1 |

Уровень фондоотдачи
фондоотдача = ВВП / основные фонды
фондоотдача (2008) = 88 480 / 77 985,1 = 1,13
Фондовооруженность (по отраслям) — 2008
|                                       | Сельское хозяйство | Промышленность | Строительство | Услуги |
| ------------------------------------- | ------------------ | -------------- | ------------- | ------ |
| Наемные рабочие, тыс.чел.             | 29                 | 571            | 206           | 2911   |
| Фонды, млн евро                       | 1375,6             | 11 572,7       | 2841,6        | 61 715 |
| Фондовооруженность, млн евро/тыс.чел. | 47,43              | 20,27          | 13,79         | 21,20  |

Энерговооруженность
(В эквиваленте на кг нефти) — 4221,0  Архивная копия от 24 апреля 2010 на Wayback Machine
Уровень амортизации
Амортизация основных фондов корпораций  Архивная копия от 7 августа 2012 на Wayback Machine
| Год  | млрд Евро |
| ---- | --------- |
| 2007 | 36,9      |
| 2008 | 38,8      |
| 2009 | 39,9      |

## Капиталовложения
На 2009 год капиталовложения составляют 24,2 % от ВВП.
Общий объём по годам:
- 2005 — 7321 млн евро;
- 2006 — 5993 млн евро;
- 2007 — методологический разрыв;
- 2008 — 12 865 млн евро;
- 2009 — 3399 млн евро.

 Основные направления капиталовложений
Бельгия реализует Лиссабонскую стратегию, главным приоритетом которой является развитие конкурентной экономики Евросоюза, основанной на знаниях с целями экономического роста и роста уровня занятости
Бельгийская экономика обладает устойчивостью диверсифицированных экономических отраслей.
Пищевая промышленность 

Пищевая промышленность занимает существенное место в экономике страны. Самые большие мировые группы работают в Бельгии, среди которых Danone, InBev, Coca-Cola, Unilever Belgium, Kraft Foods Belgium, Nestlé, Materne, Ferrero, и другие.
Биотехнологии.
В 2006 году в Бельгии работало около 140 биотехнологических компаний. Между университетами, научно-исследовательскими центрами и главными экономическими игроками были установлены прочные связи с целью дальнейшего успешного развития этой переспективной отрасли. На долю бельгийских компаний приходилось 16 % оборота биотехнологической отрасли в Евросоюзе и около 10 % расходов на научно-исследовательскую деятельность.
Автомобильная промышленность 

В течение последних 20 лет Бельгия производила в среднем около 1 млн автомобилей в год, большинство из которых предназначались на экспорт. Бельгия является ключевым пунктом в цепочке производства автомобилей. Такие заводы как Opel Antwerp, Ford Genk, Audi Forest/Brussels, Volvo Europa, Van Hool (автобусы) и Truco обеспечивают сильные позиции автомобилестроения страны.
Транспорт и логистика 

Бельгия является идеальным местом для логистической базы и центра дистрибуции на материковой Европе. Инфраструктура, навыки, средства IT обеспечат полноценную среду для атаки на европейский рынок.
Штаб-квартиры главных европейских организаций 

Столица Бельгии Брюссель является стратегическим местом, привлекательным рынком недвижимости для главных офисов больших европейских корпораций, поскольку здесь присутствуют главные органы Евросоюза, принимающие все важные решения. Сотни транснациональных корпораций, в основном американских и японских, имеют свои штаб-квартиры в Бельгии.

### Иностранные инвестиции
Иностранные инвестиции способствовали в большой степени экономическому росту в Бельгии в 1960-е гг. В особенности, американские компании играли решающую роль в увеличении доли легкой и нефтехимической промышленности в 1960-е и 1970-е гг. Бельгийское правительство поощряет приток новых иностранных инвестиций для повышения уровня занятости. В связи с передачей больших полномочий регионам,Фландрия, Брюссель и Валлония привлекают потенциальных иностранных инвесторов и предлагают множество стимулов, привилегий и льгот.
Более 1200 американских компаний вложили инвестиции на общую сумму более 20 млрд долларов в Бельгию к 1999 г. Компании США и других стран в Бельгии трудоустроили приблизительно 11 % всей рабочей силы, в доле которой американские компании составили 5 %. В большей степени компании США представлены в химической промышленности, автомобильной сборке и в перегонке нефти. Некоторые компании США, работающие в сфере услуг, следуют за инвестициями в промышленность: банки, юридические фирмы, службы информации, бухгалтерские конторы и фирмы по поиску руководителей высшего звена. Постоянно проживающее американское сообщество в Бельгии сейчас превышает 20 000 человек.
Привлечённые программой единого рынка ЕС 1992 г., многие американские юридические фирмы и юристы поселились в Брюсселе после 1989 г. Другие иностранные фирмы, в основном французские, инвестировали локально в Бельгию по тем же причинам, что и американские.
Бельгия прикладывает много усилий по увеличению возможностей и улучшению условий для местных и иностранных инвесторов. В 2003 г. она значительно уменьшила ставки налога с предприятий, а также сейчас внесла изменения в налоговый кодекс, обеспечивающие бельгийским компаниям и их отделениям возможность производить вычеты из налогооблагаемой базы по состоянию акционерного капитала на 1 января 2006 года. Архивная копия от 18 декабря 2007 на Wayback Machine

## Занятость и экономическая активность населения
Особая система социального устройства, которая быстро распространилась в течение 1950-х и 1960-х годов процветания, имела множество программ, включая медицинскую систему, страховое обеспечение безработных, пособия многодетным семьям, пособия по инвалидности и другие льготы и пенсии. С началом рецессии в 1970-х гг., данная система оказалась тяжелой ношей для экономики и являлась причиной дефицита госбюджета. Безработица, которая уменьшилась с 14,3 % в 1984 г. до уровня в среднем 6,5 в 2008 г., перестала быть острой проблемой недавно.
Национальные показатели безработицы скрывают существенные отличия между Фландрией и Валлонией. Безработица в Валлонии в основном структурная, в то время как во Фландрии она — цикличная. Уровень безработицы во Фландрии можно оценить как половину от уровня в Валлонии. На протяжении многих лет передовая промышленность (биотехнологии, космическая и авиационная) медленно изменяет структуру промышленности в целом и показатели занятости в Валлонии.
Сталелитейное производство в Валлонии было столь важным, что его постепенное исчезновение уменьшает экономический эффект от новых инвестиций.
Начиная со второй половины 1999 г. и дальше, показатели безработицы в Бельгии существенно снизились до 8,5 %, что на один процент ниже среднего показателя по Европейскому союзу. Количество участников на рынке рабочей силы значительно выросло с 54 % в 1993 г. до 58,5 % в 2000. В некоторых секторах начинает появляться нехватка рабочей силы. Для частичного возмещения увеличившихся затрат на оплату труда, которые присущи рыноку с недостаточным предложением рабочей силы, бельгийское правительство внедрило альтернативное законодательство для служащих на твердом окладе в 1999 г.
Статистические данные: 

Численность экономически активного населения — 4 647 000, из них 2 583 000 мужчин (56 %) и 2 065 000 женщин (44 %). Уровень экономической активности населения — 52,33 % (61 среди мужчин и 44 среди женщин).
Суммарная демографическая нагрузка на 100 лиц в трудоспособном возрасте — 52 человека, из них детьми 26, пожилыми 26.
Распределение занятого в экономике населения по отраслям (по данным за 2006—2007 гг.): услуги 73 % Архивная копия от 2 января 2011 на Wayback Machine (в том числе образование, здравоохранение, социальные услуги — 21,2 %, торговля, гостиницы и рестораны 16,4 %, финансовая деятельность, операции с недвижимым имуществом, аренда и предоставление услуг — 13,1 %, транспорт и связь — 7,5 %, прочие услуги — 14,8 %), промышленность — 25 % (в том числе строительство — 6,9 %), сельское хозяйство (в том числе лесное хозяйство, рыболовство и охота) — 2 %.
Доля лиц в возрасте от 15 до 19 лет среди общего числа экономически активного населения составляет 9,98 % от всего занятого населения (9 % занятых женщин и 11 % занятых мужчин). Согласно данным Евростата на 2008 год возрастная структура населения такова: 15 лет и старше — 4779,3 тыс. чел., от 15 до 24 лет — 433,5 тыс. чел., 25 лет и старше — 4345,8 тыс. чел.
Рост экономически активного населения составил: 2007—2008 — 40 000 чел. (0,82 %); с 2008 по 2009 (прогноз) — 50 000 чел. (1,1 %), с 2009 по 2019 (прогноз) — 538 871 чел. (10,80 %, приблизительно 1,08 % в год). Архивная копия от 29 апреля 2014 на Wayback Machine

## Промышленность
Промышленность — один из ключевых секторов экономики Бельгии. С 1970-х годов развивается замедленными темпами, находится в стадии сложной структурной перестройки, в первую очередь — в процессе поиска новой промышленной специализации в системе международного разделения труда. Показатель роста промышленной продукции: 3,5 % (по данным на 2004).
Во многих отраслях — завершённый цикл производства (сельское хозяйство, биотехнологии и т. п.), также в значительной мере экономика вовлечена в мировые экономические цепочки, например, автомобильная.
Есть большие производства, на которых ощутим эффект масштаба, это пищевая промышленность (Кока-кола), автомобильная промышленность — более 1 млн автомобилей в год.

### Энергетика
В соответствии с информацией U.S. Energy Information Administration (на декабрь 2015 г.) и данными EES EAEC в Бельгии отсутствуют доказанные извлекаемые запасы природных энергоносителей.
Энергетическая зависимость* Бельгии по агрегированным группам энергоносителей и в целом в соответствии с данными Eurostat (на 27.01.21) иллюстрируется следующей диаграммой

Энергетическая зависимость Бельгии, 1990—2019 гг., проценты

*Примечание: Энергетическая зависимость показывает, в какой степени экономика зависит от импорта для удовлетворения своих энергетических потребностей. Рассчитывается из отношения импорта-нетто (импорт минус экспорт) на сумму валового внутреннего потребления первичных энергоносителей и бункерного топлива
По данным Eurostat в таблице 1 представлены отдельные статьи топливно-энергетического баланса Бельгии за 2019 год, характеризующие производство первичной энергии, экспорт и импорт, конечное энергетическое потребление энергоносителей.
| Таблица 1. Отдельные статьи ТЭБ Бельгии за 2019 г., тыс. тонн нефтяного эквивалента |                                |         |        |                |                                     |                 |           |                |
| Энергоносители                                                                      | Производство первичной энергии | Экспорт | Импорт | Общая поставка | Конечное энергетическое потребление | Промыш-ленность | Транспорт | Другие сектора |
| Электроэнергия                                                                      | --                             | 1254    | 1095   | -159           | 7048                                | 3296            | 154       | 3598           |
| Теплоэнергия                                                                        | 310                            | --      | --     | 310            | 485                                 | 415             | --        | 69             |
| Производные газов                                                                   | --                             | --      | --     | --             | 153                                 | 153             | --        | --             |
| Природный газ                                                                       | 3                              | 3740    | 19224  | 15201          | 9436                                | 3953            | 55        | 5428           |
| Невозобновляемые отходы                                                             | 663                            | --      | 1      | 664            | 165                                 | 136             | --        | 29             |
| Ядерное тепло                                                                       | 11340                          | --      | --     | 11340          | --                                  | --              | --        | --             |
| Сырая нефть и нефтепродукты (без биотоплива)                                        | --                             | 32486   | 63092  | 20265          | 12830                               | 1262            | 8146      | 3422           |
| Сланец и битуминозный песок                                                         | --                             | --      | --     | --             | --                                  | --              | --        | --             |
| Торф и продукты из торфа                                                            | --                             | --      | --     | --             | --                                  | --              | --        | --             |
| Возобновляемые и биотопливо                                                         | 3631                           | 438     | 1181   | 4374           | 1949                                | 673             | 485       | 791            |
| Твердое органическое топливо                                                        |                                | 83      | 3230   | 3079           | 488                                 | 436             | --        | 52             |
| Всего                                                                               | 15947                          | 38002   | 87823  | 55073          | 32553                               | 10323           | 8841      | 13389          |
| Доля электроэнергии                                                                 | --                             | 3,30 %  | 1,25 % | --             | 21,65 %                             | 31,93 %         | 1,74 %    | 26,87 %        |

Важно обратить внимание, что страна является нетто-экспортером электроэнергии, что во многом объясняется развитием, начиная с 1 октября 1957 г. (даты начала строительства реактора BR-3, введенного в коммерческую (промышленную) эксплуатацию 10 октября 1962 г.) и функционированием атомной энергетики. Производство первичной энергии в 2019 г. составило 15947 тыс. тонн нефтяного эквивалента (toe), в том числе ядерная энергия — 11340 тыс. toe или свыше 71 %.
Парк реакторов за период с 01.10.1957 по 01.01.2021 включительно и действующие атомные электростанции Бельгии на 1 января 2021 г. приведены в соответствии с данными PRIS IAEA в таблицах 2 и 3
| Таблица 2. Атомная энергетика Бельгии с 01.10.1957 до 01.01. 2021 г. |                       |              |        |                 |                                   |                                    |                      |                         |                           |                       |
| п/п                                                                  | Наименование реактора | Тип реактора | Статус | Местонахождение | Установленная мощность-нетто, МВт | Установленная мощность-брутто, МВт | Начало строительства | Первое включение в сеть | Ввод в эксплуатацию (COD) | Вывод из эксплуатации |
| 1                                                                    | BR-3                  | PWR          | PS     | MOL             | 10                                | 12                                 | 10/1/1957            | 10/10/1962              | 10/10/1962                | 30.06.1987            |
| 2                                                                    | DOEL-1                | PWR          | OP     | DOEL-BEVEREN    | 445                               | 454                                | 7/1/1969             | 8/28/1974               | 2/15/1975                 | --                    |
| 3                                                                    | DOEL-2                | PWR          | OP     | DOEL-BEVEREN    | 445                               | 454                                | 9/1/1971             | 8/21/1975               | 12/1/1975                 | --                    |
| 4                                                                    | DOEL-3                | PWR          | OP     | DOEL-BEVEREN    | 1006                              | 1056                               | 1/1/1975             | 6/23/1982               | 10/1/1982                 | --                    |
| 5                                                                    | DOEL-4                | PWR          | OP     | DOEL-BEVEREN    | 1038                              | 1090                               | 12/1/1978            | 4/8/1985                | 01.07.1985                | --                    |
| 6                                                                    | TIHANGE-1             | PWR          | OP     | TIHANGE         | 962                               | 1009                               | 6/1/1970             | 3/7/1975                | 10/1/1975                 | --                    |
| 7                                                                    | TIHANGE-2             | PWR          | OP     | TIHANGE         | 1008                              | 1055                               | 01.04.1976           | 13.10.1982              | 01.06.1983                | --                    |
| 8                                                                    | TIHANGE-3             | PWR          | OP     | TIHANGE         | 1038                              | 1089                               | 01.11.1978           | 15.06.1985              | 01.09.1985                | --                    |

Примечания: 1. PWR (Pressurized Water Reactor) — реактор с водой под давлением 2. Статус: OP — Operational (Действующий); PS -Permanent Shutdown
| Таблица 4. Действующие атомные электростанции Бельгии на 1 января 2021 г. |          |                |                  |                      |                                   |                                    |
| № п/п                                                                     | ISO 3166 | Страна         | Наименование АЭС | Количество реакторов | Установленная мощность-нетто, МВт | Установленная мощность-брутто, МВт |
| 1                                                                         | BE       | Бельгия        | Doel             | 4                    | 2934                              | 3054                               |
| 2                                                                         | BE       | Бельгия        | Tihange          | 3                    | 3008                              | 3153                               |
| 3                                                                         | BE       | Бельгия, всего |                  | 7                    | 5942                              | 6207                               |

В целом Бельгия является нетто-импортером и, прежде всего, природных энергоносителей. В 2019 г. импорт сырой нефти и нефтепродуктов превысил 63 млн. toe, а природного газа — 19 млн toe. В сумме импорт этих энергоносителей составляет около 82,3 млн toe или почти 94 % от импорта всего. В структуре конечного энергетического потребления энергоносителей 31,7 % — промышленность, 27,2 % — транспорт и 41,1 % — другие сектора/
Уровни электрификации (доля электроэнергии) конечного энергетического потребления — 21,7 %, промышленности — 31,9 %, транспорта — 1,7 % и других секторов — 26,9 %/
Электроэнергетический комплекс страны, его отличительные особенности и основные тенденции в 2019 г. в сравнении с 1990 г., характеризуются следующими основными показателями за 2019 год и их структурой
Установленная мощность генерирующих источников (на конец 2019 г.) — 24060 МВт

Структура установленной мощности генерирующих источников Бельгии в 1990 и 2019 г., проценты

Структура установленной мощности ТЭС Бельгии по типам первичного двигателя (технологии) за 1990 и 2019 годы, проценты

Сокращения: ТЭС — тепловые электростанции, АЭС — атомные электростанции, ГЭС — гидроэлектростанции, ГАЭС — гидроаккумулирующие электростанции, ВЭС, ветряные электростанции, СЭС — солнечные электростанции
Производство электрической энергии-брутто в 2019 г. — 93746 млн. кВт∙ч

Бельгия. Структура производства электроэнергии-брутто в 1990 и 2019 гг., проценты

Бельгия. Структура производства электроэнергии-брутто на ТЭС по видам энергоносителей за 1990 и 2019 годы, проценты

Конечное потребление электроэнергии в 2019 г. - 83709 млн. кВт∙ч, в том числе: энергетический сектор — 2,1 %; промышленность — 45,8 %, транспорт — 2,1 %, бытовые потребители — 22 %, коммерческий сектор и предприятия общего пользования — 25,8 %, сельское, лесное хозяйство и рыболовство — 2,1 %.
Ключевые энергетические организации: FPS (Federal Public Service) Economy, SMEs, Self-employed and Energy (Федеральной государственной службы (Министерства) по вопросам экономики, малого и среднего бизнеса, частного предпринимательства и энергетики), Electrabel — дочерняя компания Engie, Elia Transmission Belgium.

### Металлургия
Бельгия — один из ведущих производителей стали в ЕС (10,5 млн тонн в 2005 году). Чёрная металлургия Бельгии специализируется на выпуске автомобильного проката, нержавеющей стали, заготовок, стальной проволоки и другой готовой стальной продукции. Ведущий производитель в производстве нержавеющей стали — фирма Кокерий-Самбр («Cocerill-Sambre», контрольный пакет принадлежит французской компании Usinor). Крупный современный комбинат полного цикла Сидмар «Sidmar» входит в состав люксембургского концерна АРБЕД. Большая часть предприятий отрасли расположены в окрестностях Льежа и Шарлеруа.
Основное сырьё — железная руда из Швеции и коксующийся уголь из США.
По производству и экспорту цветных металлов Бельгия — один из лидеров Евросоюза. В начале 2000-х годов Бельгия производила в среднем 400 тысяч тонн рафинированной меди в год (четвертое место в ЕС после Германии, Польши и Испании), 250 тысяч тонн свинца и 120 тысяч тонн цинка. Бельгия производит также кобальт, германий, тантал (элемент), селен, ниобий и другие редкие металлы.
Основные металлургические заводы расположены в пригородах Антверпена и Льежа (сюда поступает импортное сырьё), а также вдоль судоходных путей между этими городами (район Кампин).

## Сельское хозяйство
Сельское хозяйство отличается высокой интенсивностью, но не играет существенной роли в экономике страны. Сельскохозяйственные угодья составляют около 1/4 территории страны, в том числе 65 % под кормовыми культурами и пастбищами. Около 15 % сельхозугодий занято под зерновые (свыше половины потребностей в зерне удовлетворяется за счёт импорта). Производство некоторых видов продовольствия (овощи, яйца, мясо, молоко и сливочное масло) превышает потребности страны. Около 20 % необходимой сельскохозяйственной продукции импортируется — твердая пшеница, корма, тропические фрукты и другие.
Преобладают фермерские хозяйства, но свыше половины всех сельхозугодий используются на основе аренды (мелкие крестьянские хозяйства сохранились в Арденнах). Широко используется сельскохозяйственная техника (в среднем 1 трактор на 8 гектаров пашни), минеральные удобрения (342 кг на 1 га) и наёмный труд, особенно в центральной Бельгии (провинции Эно и Брабант), для которой характерны крупные хозяйства, размерами от 50 до 200 га.
В каждом районе страны сельское хозяйство имеет свои особенности. Фландрия — основной район молочно-мясного скотоводства, культивируют также лён, табак, цикорий, фрукты, овощи и цветы. В Арденнах преобладает животноводство (овцы и крупный рогатый скот). На суглинистых почвах провинций Эно и Брабант — посевы пшеницы и сахарной свёклы. В окрестностях больших городов пригородное овощеводство и садоводство.

### Молочно-мясное животноводство
Молочно-мясное животноводство — ведущая отрасль сельского хозяйства Бельгии, даёт свыше 70 % стоимости аграрной продукции. Поголовье крупного рогатого скота — свыше 3,1 млн голов (данные за 2002 год), свиней — свыше 6,8, кур — 56. Разводят лошадей, в 2002 году свыше 75 тысяч голов.
Производство (в тысячах тонн, 2004 год):
цельное коровье молоко — 3350
свинина — 1080
куриное мясо — 304
говядина — 255
куриные яйца — 179

### Овощеводство и садоводство
На овощеводство и садоводство приходится 20 % стоимости сельскохозяйственной продукции.
Сбор (тысяч тонн, 2004):
- ранние овощи — 385
- томаты — 250
- морковь — 230
- зелёный горошек — 190
- капуста — 150
- цветная капуста — 95
- яблоки — 280
- груши — 170

Обширные сады сливы и вишни. Выращиваются цветковые и другие декоративные растения (в окрестностях Гента и Брюгге). Большое тепличное хозяйство в окрестностях Брюсселя, в котором выращивается виноград культурный, клубника садовая, земляника садовая, шампиньоны на экспорт (в основном во Францию и Великобританию).

### Полеводство
Полеводство занимает подчинённое по отношению к животноводству положение. Часть продукции идёт на корм скоту, пастбища окультурены и при внесении удобрений дают высокие урожаи трав. Основной земледельческий район — центральная и западная части страны. Сбор зерна 2,7 млн тонн в 2004 году (пшеница 68,3 %, кукуруза 20,3 %, ячмень 11,4 %). Возделывают сахарную свёклу (5,9 млн тонн), картофель (3,0 млн тонн), кормовые культуры, рапс, лён.

### Рыболовство
Лов креветок; разведение мидий, устриц, в пресных водоемах — форели, карпа.
 Архивная копия от 29 января 2010 на Wayback Machine

### Пивоварение
В стране производится порядка 600 разных марок пива, некоторым из них по 400—500 лет. Именно из этой страны вышел нынешний крупнейший мировой производитель пива — международный концерн Anheuser-Busch InBev (первоначально бельгийская компания Interbrew, с 2004 — бельгийско-бразильская InBev, которая в июле 2008 года объединилась с американской Anheuser-Busch), со штаб-квартирой в городе Лёвен.
По технологии низового брожения, наиболее распространённой в наши дни (многочисленные светлые «лагерные», от lager) сорта пива «пльзенского» типа (pils или pilsener), в Бельгии изготавливается около сотни различных марок, они составляют примерно 3/4 общего объёма производства, наиболее известные из них — Stella Artois и Jupiler.
Но самое интересное в бельгийском пиве — это его специальные, особые виды. Так, в производстве типичного для окрестностей Брюсселя пшенично-ячменного пива ламбик (lambic, иногда пишется lambik) используется технология естественного брожения.
Пиво гозе (gueuze) — это смесь сортов «ламбик» разного возраста, из них обычно две трети молодых;
пиво Крик (kriek, «вишня» на фламандском) — это та же смесь ламбик, которую перед вторичной ферментацией настаивают на вишне, или же на малине (тогда называется «фрамбуаз» или «фрамбозен»).
Пшеничное пиво (бланш, (фр. blanche, букв. белое) — обычно нефильтрованное, мутноватое, нередко с добавками, на вкус кисловатое, обычно слабоалкогольное. В настоящее время культовой напиток местной молодежи, хотя саму технологию освоили ещё в XVIII веке пивовары восточной части Брабанта, зерновой житницы страны. Бельгийцы употребляют такое пиво не только по прямому назначению, но и для приготовления разных соусов, особенно к белой рыбе.
Также, бельгийские монахи-трапписты издавна делают собственный вариант эля под общим названием Trappiste (в Бельгии существует всего пять марок такого пива, — Chimay, Orval, Rochefort, Westmalle и Westvleteren, ещё одна пивоварня, La Trappe, находится в Нидерландах).
Abbaye, то есть «аббатское» пиво — более широкая категория, чем trappiste. Как правило, такое пиво имеет какую-то монастырскую предысторию, но производится сейчас без участия монахов.

## Доходы населения
По состоянию на 1 января 2019 года минимальный размер оплаты труда в Бельгии составляет €1562,59 в месяц (брутто) и €1472 (нетто) в месяц. По состоянию на 2024 год средний размер оплаты труда в Бельгии составляет €5070 (US$5732,60, брутто) и €3056 (US$3456,21, нетто) в месяц.